# Dactylispa xanthopus
Dactylispa xanthopus es una especie de insecto coleóptero de la familia Chrysomelidae.
Fue descrita científicamente en 1918 por Maulik.